# Legoland Discovery Center
Legoland Discovery Center er en international kæde af indendørs forlystelsescentre drevet af den britiske Merlin Entertainments Group. Centrene byder på modeller bygget af og forlystelser baseret på legoklodser og andet Lego-legetøj og fungerer på den måde som miniudgaver af Legoland-forlystelsesparkerne.

## Attraktioner
Et typisk Legoland Discovery Center har et gulvareal på ca. 2.790–3.250 m². Ligesom de store Legoland-parker omfatter Legoland Discovery Centre et "Miniland" med modeller af lokale seværdigheder og kendte steder bygget i legoklodser. De besøgende kan også lære, hvordan legoklodser bliver produceret, eller deltage i klasser med modelbyggere. Derudover kan der være lokalt baserede attraktioner og en biograf med 4D-film. Alle attraktioner er dækket af entrebilletten.
Centrene byder også på attraktioner for børn så som rutsjebaner og legeområder. Derudover kan der afholdes børnefødselsdage og arrangementer for skoler og grupper. Endelig er der spisesteder og butikker med Lego-merchandise.
Målgruppen for Legoland Discovery Center er familier med børn, normalt mellem 3 og 12 år, om end gæsternes gennemsnitsalder er ca. 7 år. Legoland Discovery Center er placeret nær andre familievenlige attraktioner og spisesteder. I løbet af et år kan et enkelt center have omkring 400.000 til 600.000 besøgende.

## Centre
Pr. september 2022 er der Legoland Discovery Center 28 steder i verdenen fordelt på to i Tyskland, to i Storbritannien, et i Nederlandene, et i Belgien, et i Tyrkiet, tretten i USA, et i Canada, to i Japan, fire i Kina og et i Australien.

### Europa
- Legoland Discovery Centre Berlin i Berlin, Tyskland (det første center, åbnet 2007)
- Legoland Discovery Centre Birmingham i Birmingham, Storbritannien
- Lego Discovery Centre Brussel i Bruxelles, Belgien (åbnet i juni 2022)[8][9][10][11]
- Legoland Discovery Centre Manchester i Manchester, Storbritannien[6] (åbnet 2010)
- Legoland Discovery Centre Istanbul i Istanbul, Tyrkiet (åbnet i 2015)[12]
- Legoland Discovery Centre Oberhausen i Oberhausen, Tyskland (åbnet 14. marts 2013)
- Legoland Discovery Centre Scheveningen i Scheveningen, Nederlandene

### Nordamerika
- Legoland Discovery Center Arizona i Tempe, Arizona (åbnet 22. april 2016)
- Legoland Discovery Center Atlanta i Atlanta, Georgia (åbnet 2012)
- Legoland Discovery Center Bay Area i Milpitas, Californien
- Legoland Discovery Center Boston i Somerville, Massachusetts (åbnet 23. maj 2014)
- Legoland Discovery Center Chicago i Schaumburg, Illinois (åbnet 2008)
- Legoland Discovery Center Columbus i Columbus, Ohio
- Legoland Discovery Center Dallas Fort Worth i Grapevine, Texas (åbnet 2011)
- Legoland Discovery Center Kansas City i Kansas City, Missouri (åbnet 29. april 2012)
- Legoland Discovery Center Michigan i Auburn Hills, Michigan (åbnet marts 2016)
- Legoland Discovery Center New Jersey i East Rutherford, New Jersey
- Legoland Discovery Center Philadelphia i Plymouth Meeting Mall i Plymouth Meeting, Pennsylvania[13]
- Legoland Discovery Center San Antonio i i San Antonio, Texas
- Legoland Discovery Centre Toronto i Vaughan, Canada (åbnet 1. marts 2013)
- Legoland Discovery Center Westchester i Yonkers, New York (åbnet 27. marts 2013)

### Asien
- Legoland Discovery Center Tokyo  (レゴランド·ディスカバリー·センター Regorando· disukabarii· sentaa) i Minato, Tokyo, Japan (åbnet juni 2012)
- Legoland Discovery Center Osaka i Osaka, Japan (åbnet i 2015)[14]
- Legoland Discovery Center Beijing i Beijing, Kina
- Legoland Discovery Center Hong Kong i Hong Kong, Kina
- Legoland Discovery Center Shanghai i Shanghai, Kina (åbnet 2. april 2016)[15]
- Legoland Discovery Center Shenyang i Shenyang, Kina.[16]

### Oceanien
- Legoland Discovery Centre Melbourne i Chadstone Shopping Centre i Melbourne, Australien[17]

### Tidligere Legoland Discovery Center
- Legoland Discovery Centre Duisburg i Duisburg, Tyskland (åbnet 2008,[18] lukket 2012 og erstattet af nyt center i Oberhausen[19])

### Kommende Legoland Discovery Centre
I efteråret 2023 er det planen at åbne et Legoland Discovery Center i Hamburg. Samme år skal der desuden åbnes centre i Miami, Pittsburgh og Springfield, scheduled to open in 2023. Derudover har Merlin Entertainment oplyst i 2017, at de forhandlede med ejendomsmæglere om at åbne Legoland Discovery Centres i flere indiske byer.